# West Langdon
West Langdon är en by i civil parish Langdon, i distriktet Dover, i grevskapet Kent, i England. Byn är belägen 6 km från Dover. West Langdon var en civil parish fram till 1963 när blev den en del av Langdon. Civil parish hade 68 invånare år 1961.